# فيصل بن سلطان بن عبد العزيز آل سعود
الأمير فيصل بن سلطان بن عبد العزيز آل سعود (مواليد 1951م) أحد أبناء الأمير سلطان بن عبد العزيز آل سعود وهو مدير عام مؤسسة سلطان بن عبد العزيز الخيرية.

## أسرته
متزوج من الأميرة مضاوي بنت محمد بن عبد الله آل سعود ابنة الأميرة جواهر بنت عبد العزيز آل سعود، ولهما من الأبناء:
- الأميرة نوف بنت فيصل بن سلطان بن عبد العزيز آل سعود.
- الأمير محمد بن فيصل بن سلطان بن عبد العزيز آل سعود. متزوج من كريمة الأمير عبد العزيز بن عبد الله بن سعود بن عبد العزيز آل سعود[3] وله من البنات الأميرة هناء.[4]
- الأميرة سارة بنت فيصل بن سلطان بن عبد العزيز آل سعود.
- الأمير خالد بن فيصل بن سلطان بن عبد العزيز آل سعود.